# Ospedale psichiatrico giudiziario
Gli ospedali psichiatrici giudiziari (OPG), in Italia, erano una categoria di istituti annoverabili tra le case di reclusione che a metà degli anni 1970 sostituirono i precedenti manicomi criminali.
Al 30 giugno 2010 tali strutture contenevano un totale di 1 547 detenuti. Sono stati aboliti nel 2013 e chiusi definitivamente il 31 marzo 2015, sostituiti dalle residenze per l'esecuzione delle misure di sicurezza (REMS). 

## Storia

### Il XIX secolo: il dibattito e le origini
A partire dalla seconda metà del XIX secolo, nel corso dell’acceso dibattito tra opposte scuole penalistiche italiane, cominciò ad emergere l’idea di creare delle istituzioni destinate ai cosiddetti “folli rei”, soggetti che avevano commesso un reato in stato di assoluta follia e che, secondo l’impostazione della scuola classica, non potevano rispondere della loro condotta delittuosa in quanto l’irrogazione di una pena in senso stretto era necessariamente ricollegata alla consapevolezza e colpevolezza del reo. Conseguentemente, il codice penale all’epoca vigente escludeva la responsabilità in capo al soggetto che avesse commesso un delitto in condizioni di “assoluta imbecillità, pazzia o morboso furore”, che pertanto veniva prosciolto e, di norma, rimesso in libertà.
A tale concezione si opponeva la scuola positiva, forte delle conoscenze acquisite dalla nuova scienza criminologica. Il “pazzo delinquente”, così determinato da fattori biologici e antropologici, rappresentava un pericolo per la collettività, dinanzi al quale la società era chiamata ad approntare idonei strumenti difensivi. La reazione dell’ordinamento al crimine, pertanto, avrebbe dovuto attivarsi anche nei confronti del folle; la prigione, tuttavia, non sarebbe stata adeguata a tali individui. Infatti, se da un lato rischiavano di pregiudicarne l’ordine e la disciplina, dall’altro le case di pena non erano idonee a fornire loro le cure necessarie.
Pertanto, gli esponenti della scuola positiva (primo fra tutti Cesare Lombroso) proposero l’istituzione di appositi manicomi criminali sul modello di quelli già creati in Inghilterra a partire dal secolo precedente, istituzioni capaci di eliminare dalla società i soggetti ritenuti irrecuperabili ed eventualmente curare quelli per i quali poteva prevedersi una riabilitazione. Si immaginava, così, un’istituzione con direzione medica e personale carcerario a metà tra una struttura per folli e una per delinquenti, tra cura e custodia, tra medicina e giustizia.
Il codice Zanardelli del 1889, pur non sposando le tesi della scuola positiva, stabilì che in caso di reato commesso in stato di infermità mentale tale da togliere la coscienza o la libertà dei propri atti, l’individuo, seppure prosciolto perché non punibile, poteva essere consegnato all’autorità di pubblica sicurezza, laddove il giudice ne avesse stimato pericolosa la liberazione. L’autorità competente provvedeva in seguito al ricovero provvisorio in un manicomio in stato di osservazione; se dopo tale periodo la prognosi di pericolosità veniva confermata, il giudice ne ordinava il ricovero definitivo.
Il codice penale, peraltro, parlava di semplici “manicomi”, non facendo alcun cenno alle nuove strutture che nel frattempo erano sorte. Il primo manicomio giudiziario fu inaugurato a Montelupo Fiorentino nel 1886, sebbene già nel 1859 fosse stata creata presso la casa penale per invalidi di Aversa una speciale “sezione per maniaci” che ospitava i detenuti i quali, successivamente alla commissione del reato, fossero stati colpiti da un’infermità psichica. Fu il successivo Regolamento Generale per gli Stabilimenti Carcerari del 1891 a prevedere che gli imputati prosciolti per infermità di mente potessero essere ricoverati presso i due suddetti manicomi giudiziari, ai quali ben presto se ne aggiunse un terzo a Reggio Emilia.

### Il XX secolo: il ricovero coatto
La prima norma a disporre il ricovero coattivo all'interno dei manicomi è stata la legge 14 febbraio 1904, n. 36. La vera svolta, tuttavia, avvenne con l’approvazione del Codice Rocco nel 1930 che istituzionalizzò il ricorso al manicomio giudiziario quale misura di sicurezza da disporsi sempre nei confronti dell’imputato prosciolto per infermità psichica. Con il nuovo codice l’ordinamento penale italiano accolse le istanze della cosiddetta Terza Scuola, introducendo quale compromesso tra le contrastanti opinioni delle scuole Classica e Positiva il sistema del doppio binario che articolava le risposte sanzionatorie alla commissione di un reato distinguendole tra pene e misure di sicurezza, queste ultime a loro volta suddivise in personali e patrimoniali.

### Dal 1975 al 2015: la riforma dell'ordinamento penitenziario e la chiusura
Successivamente, con la riforma dell'ordinamento penitenziario del 1975 e con il relativo regolamento di attuazione di cui al D.P.R. 29 aprile 1976, n. 431, entrarono a far parte del sistema penale italiano. Tuttavia nel 2011, il decreto legge 22 dicembre 2011, n. 211, successivamente convertito in legge 17 febbraio 2012, n. 9, aveva disposto all'art. 3-ter la chiusura delle strutture per la data del 31 marzo 2013. Tale norma fu adottata dopo un'indagine parlamentare che accertò le condizioni di estremo degrado degli istituti e la generalizzata carenza di quegli interventi di cura che avevano motivato l'internamento.
In proposito, la stessa legge prevede poi che le misure di sicurezza del ricovero in ospedale psichiatrico giudiziario e dell'assegnazione a casa di cura e custodia sono eseguite esclusivamente all'interno delle strutture i cui requisiti sono stabiliti con D.M. emanato dal ministro della salute, adottato di concerto con il ministro della giustizia, d'intesa con la Conferenza permanente per i rapporti tra lo Stato, le regioni e le province autonome.
Il 17 gennaio 2012 la Commissione giustizia del Senato ha approvato all'unanimità l'emendamento per la chiusura definitiva degli OPG entro il 31 marzo 2013. Il decreto legge 25 marzo 2013 n. 24 ha poi prorogato tale chiusura al 1º aprile 2014. Ancora una volta, tuttavia, il termine originariamente disposto non è stato rispettato, e lo stesso 1º aprile il Presidente della Repubblica Giorgio Napolitano ha promulgato "con estremo rammarico" un decreto legge che fissa al 30 aprile 2015 la data entro la quale dovranno essere chiuse queste strutture Il decreto legge 31 marzo 2014, n. 52 - convertito in legge 30 maggio 2014, n. 81- ne ha disposto un'ultima proroga sino al 31 marzo 2015.

## Disciplina normativa
Dipendevano dall'amministrazione penitenziaria del Ministero della giustizia; il ricovero in OPG era previsto dall'articolo 222 del codice penale, su cui si era più volte espressa la Corte costituzionale; importante al riguardo è la sentenza n. 253/2003 con cui la corte ne ha dichiarato l'illegittimità costituzionale della parte dell'articolo che:
Analoga la sentenza 367 del 29 novembre 2004 che ha sancito l'illegittimità costituzionale di parte dell'art. 206. 
Il D.P.C.M. del 1º aprile 2008 ha sancito il trasferimento al Servizio sanitario nazionale delle funzioni sanitarie, delle risorse finanziarie, dei rapporti di lavoro, delle attrezzature, arredi e beni strumentali relativi alla sanità penitenziaria, compresi quindi gli ospedali psichiatrici giudiziari.
Dopo la chiusura delle strutture nel 2015, ai sensi del decreto legge n. 211/2011, convertito in legge n. 9/2012, sono state sostituite dalle residenze per l'esecuzione delle misure di sicurezza (R.E.M.S.)

## Le strutture

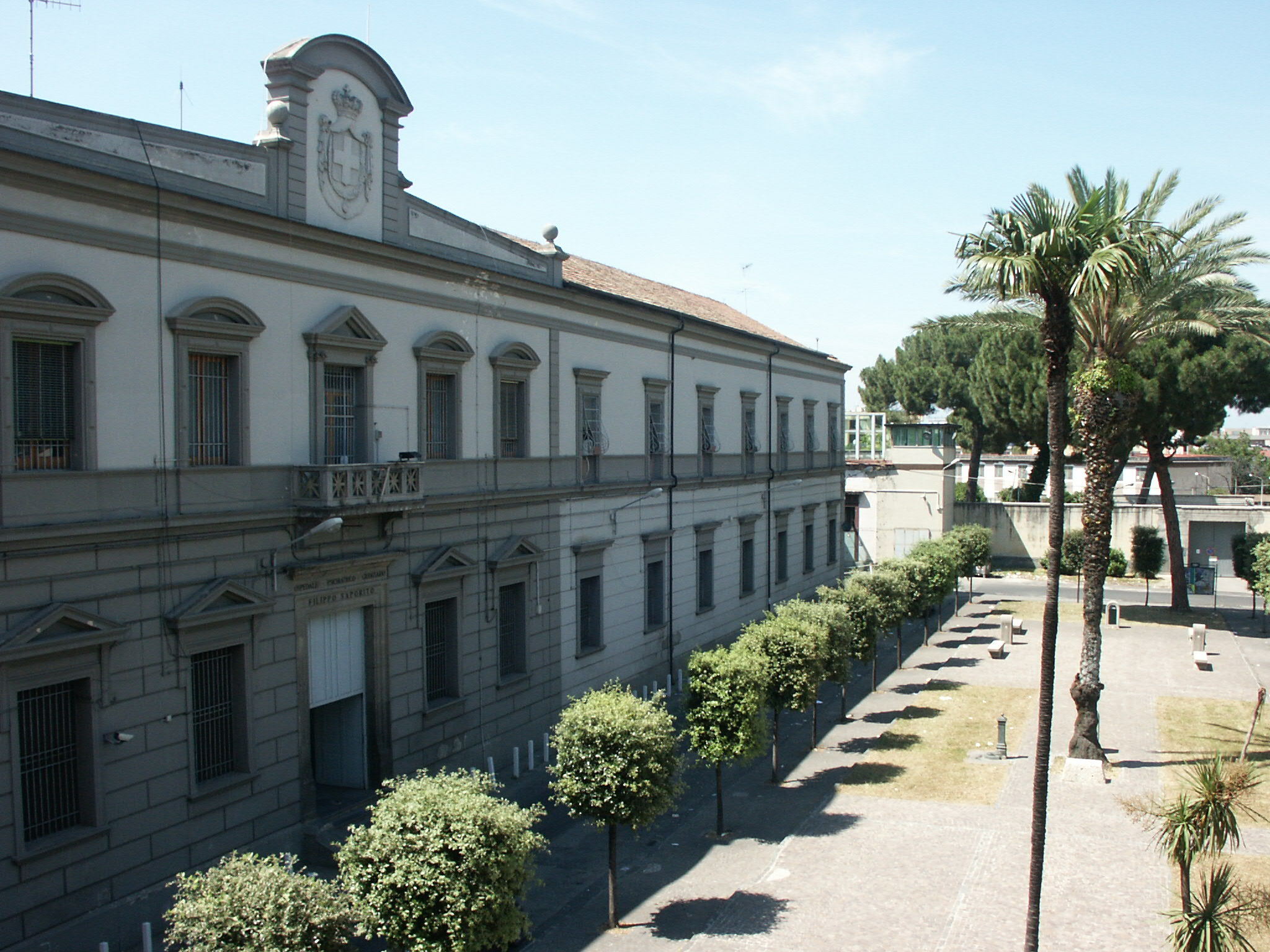
L'OPG "Filippo Saporito" di Aversa (CE).

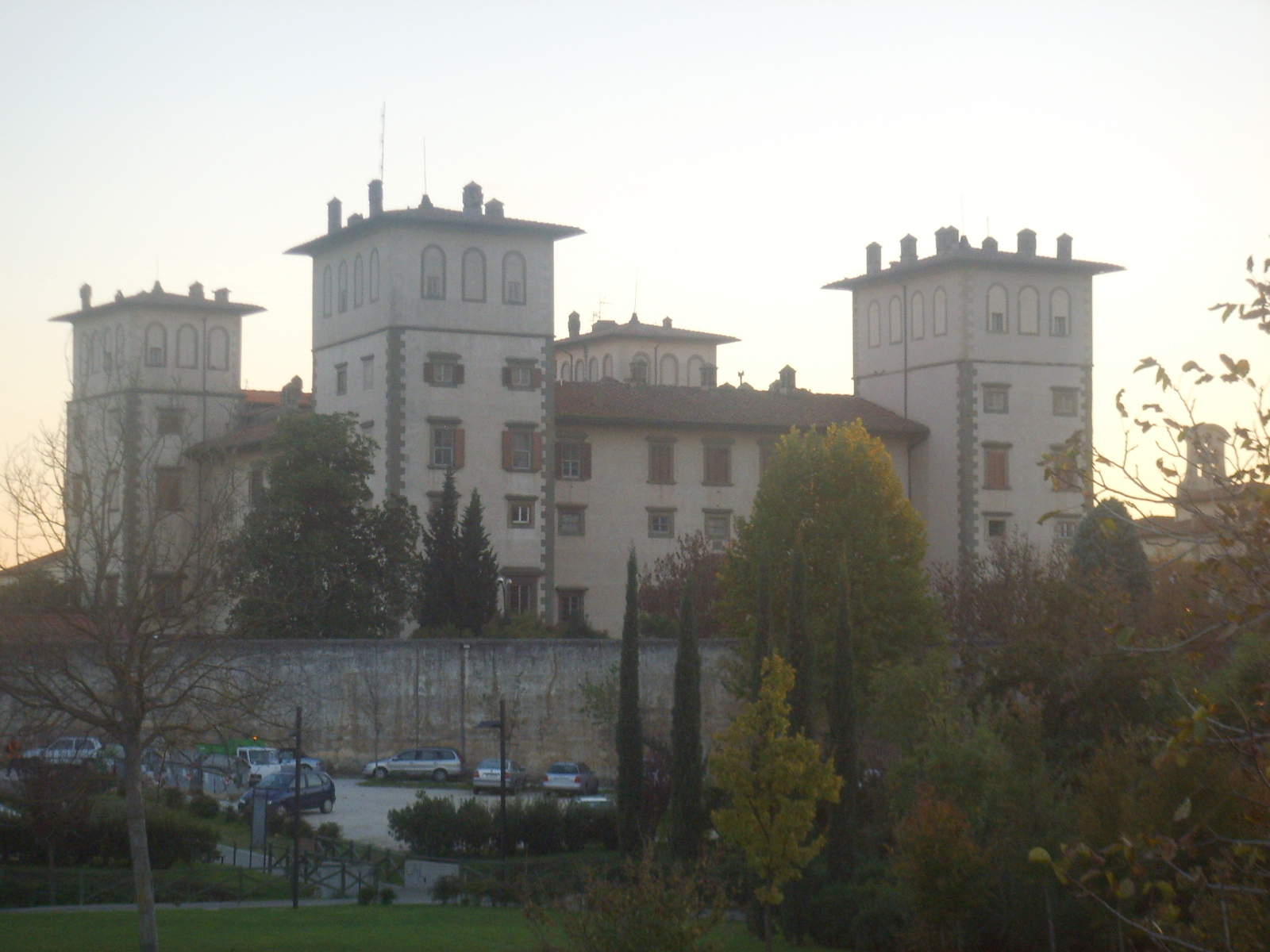
La Villa medicea dell'Ambrogiana di Montelupo Fiorentino (FI), sede dell'OPG.

Al momento della chiusura nel 2015, in Italia esistevano sei ospedali psichiatrici giudiziari; questa la situazione circa i detenuti presenti e la capienza regolamentare degli istituti al 30 giugno 2010:
| Istituto                   | Comune                     | Provincia     | Regione        | Capienza | Detenuti presenti | Note                                                     |
| -------------------------- | -------------------------- | ------------- | -------------- | -------- | ----------------- | -------------------------------------------------------- |
| OPG "Filippo Saporito"     | Aversa                     | Caserta       | Campania       | 259      | 179               | Sito OPG di Aversa, Rapporto dell'Associazione Antigone. |
| Barcellona Pozzo di Gotto  | Barcellona Pozzo di Gotto  | Messina       | Sicilia        | 437      | 340               |                                                          |
| Castiglione delle Stiviere | Castiglione delle Stiviere | Mantova       | Lombardia      | 193      | 279               | Rapporto dell'Associazione Antigone.                     |
| Villa Ambrogiana           | Montelupo Fiorentino       | Firenze       | Toscana        | 201      | 174               | Rapporto dell'Associazione Antigone.                     |
| Sant'Eframo                | Napoli                     | Napoli        | Campania       | 100      | 120               | Rapporto dell'Associazione Antigone.                     |
| San Lazzaro                | Reggio Emilia              | Reggio Emilia | Emilia-Romagna | 132      | 279               | Rapporto dell'Associazione Antigone.                     |